# Lisa Hattemer
Lisa Hattemer (* 13. Juni 1992 in Bad Kreuznach) ist eine ehemalige deutsche Radsportlerin vom Radsportverein 1898 Gau-Algesheim in Rheinhessen. Sie ist Weltmeisterin im Einer-Kunstradfahren (2016).

## Werdegang
Lisa Hattemer wird seit 1998 von Pia Bischel trainiert und betreut.
Sie wurde 2008 in Eich (Rheinhessen) und 2010 in Kamp-Lintfort Deutsche Meisterin im Einer-Kunstfahren der Juniorinnen und errang den Titel einer Europameisterin 2009 in Heerlen und 2010 in Ludwigslust. 2011 gelang Lisa Hattemer in der Elite-Klasse bei allen Wettbewerben der German Masters Serie und den Deutschen Meisterschaften der Sprung auf einen Podiumsplatz. Bei ihrer ersten WM-Teilnahme belegte sie 2013 in Basel den 2. Platz.
2014 sicherte sie sich erstmals die Deutsche Meisterschaft in der Eliteklasse in Denkendorf. In Malaysia wurde sie 2015 Dritte bei der Weltmeisterschaft.
Im Dezember 2016 gewann sie in bei der Hallenradsport-Weltmeisterschaften in Stuttgart die Goldmedaille und damit den Titel der Weltmeisterin im Einer-Kunstfahren.
Lisa Hattemer war Mitglied der Kunstrad-Nationalmannschaft (A/B-Kader).
Nachdem sie 2017 die WM verpasst und bei der deutschen Meisterschaft nicht ins Finale gekommen war, erklärte sie im November ihre aktive Zeit für beendet.

## Sportliche Erfolge
2016 (Elite)
- Bestleistung: 186,57 Punkte (Hohenems/Vorarlberg, 3. September 2016, Weltrekord)
- 1. Platz, German Masters
- 3. Platz, Deutschland-Pokal, Pfedelbach, 174,90 Punkte
- 2. Platz, DM Moers, 178,42 Punkte
- 1. Platz, WM Stuttgart, 178,33 Punkte

2015 (Elite)
- Bestleistung: 186,18 Punkte (Mörfelden, 3. Oktober 2015, Weltrekord)
- 1. Platz, German Masters
- 3. Platz, DM Lübbecke, 167,98 Punkte
- 3. Platz, WM Johor/Malaysia, 165,48 Punkte

2014 (Elite)
- Bestleistung: 177,41 Punkte (Denkendorf, 17. Oktober 2014)
- 1. Platz, Deutsche Meisterschaft, Denkendorf, 177,41 Punkte

2013 (Elite)
- Bestleistung: 180,93 Punkte (Kirchdorf, 21. September 2013)
- 2. Platz, German Masters
- 2. Platz, DM Baunatal, 167,77 Punkte
- 2. Platz, WM Basel, 170,12 Punkte

2012 (Elite)
- Bestleistung: 176,30 Punkte (Zwickau, 1. September 2012)
- 3. Platz, German Masters
- 2. Platz, Deutschland-Pokal, Hungen, 161,64 Punkte
- 3. Platz, DM Kamp-Lintfort, 164,24 Punkte

2011 (Elite)
- Bestleistung: 168,54 Punkte (Erfurt, 14. Oktober 2011)
- 3. Platz, German Masters
- 1. Platz, Deutschland-Pokal, Mönchen-Gladbach, 167,22 Punkte
- 3. Platz, DM Erfurt, 166,25 Punkte

2010 (Juniorinnen)
- Bestleistung: 161,40 Punkte (Flonheim, 7. März 2010)
- 1. Platz, Junior Masters
- 1. Platz, Junioren-DM, Kamp-Lintfort, 150,45 Punkte
- 1. Platz, Junioren-EM, Ludwigslust, 159,43 Punkte

2009 (Juniorinnen)
- Bestleistung: 155,85 Punkte (Wendlingen, 18. April 2009)
- 1. Platz, Junior Masters
- 4. Platz, Junioren-DM. Denkendorf, 129,92 Punkte
- 1. Platz, Junioren-EM, Heerlen/NL, 140,27 Punkte

2008 (Juniorinnen)
- Bestleistung: 139,40 Punkte (Gau-Algesheim, 13. April 2008)
- 2. Platz, Junior Masters
- 1. Platz, Junioren-DM, Eich (Worms), 131,40 Punkte

2007 (Juniorinnen)
- Bestleistung: 307,15 Punkte (Idar-Oberstein, 29. April 2007)
- 8. Platz, Junioren-DM, Gießen, 300,91 Punkte

2006 (Schülerinnen A)
- Bestleistung: 282,55 Punkte (Worms, 14. Mai 2006)
- 3. Platz, Schüler-DM, Ludwigslust, 276,26 Punkte

## Veröffentlichung
- Gleichschaltung und Unterdrückung in der nationalsozialistischen Zeit am Beispiel des Radsportvereins 1898 e. V. Gau-Algesheim (Facharbeit in Geschichte, Sebastian-Münster-Gymnasium Ingelheim), Heimatbeilage zum Amtsblatt der Verbandsgemeinde Gau-Algesheim, 20. Jahrgang, Nr. 5, Dezember 2010, 12 Seiten.